# Kuurne-Bruselas-Kuurne 2020
La 72.ª edición de la clásica ciclista Kuurne-Bruselas-Kuurne fue una carrera en Bélgica que se celebró el 1 de marzo de 2020 sobre un recorrido de 201 kilómetros con inicio y final en la ciudad de Kuurne.
La carrera formó parte del UCI ProSeries 2020, calendario ciclístico mundial de segunda división, dentro de la categoría UCI 1.Pro. El vencedor fue el danés Kasper Asgreen del Deceuninck-Quick Step seguido del italiano Giacomo Nizzolo del NTT y el noruego Alexander Kristoff del UAE Emirates.

## Equipos participantes
Tomaron parte en la carrera 25 equipos: 18 de categoría UCI WorldTeam y 7 de categoría UCI ProTeam. Formaron así un pelotón de 174 ciclistas de los que acabaron 136. Los equipos participantes fueron:
| WorldTeams (18)- AG2R La Mondiale - Astana - Bora-Hansgrohe - Bahrain McLaren - CCC Team - Cofidis - Deceuninck-Quick Step - EF Pro Cycling - Groupama-FDJ - Ineos - Israel Start-Up Nation - Lotto Soudal - Mitchelton-Scott - Movistar Team - NTT Pro Cycling - Team Sunweb - Trek-Segafredo - UAE Team Emirates ProTeams (7)- Alpecin-Fenix - B&B Hotels-Vital Concept p/b KTM - Bingoal-Wallonie Bruxelles - Circus-Wanty Gobert - Sport Vlaanderen-Baloise - Total Direct Énergie - Uno-X Norwegian Development |
| |

## Clasificación final
- La clasificación finalizó de la siguiente forma:[3]

| \| Clasificación general \| Clasificación general \| Clasificación general \| Clasificación general \| Clasificación general \| \| Ciclista \| Ciclista \| Equipo \| Tiempo \| \| \| --------------------- \| --------------------- \| ---------------------- \| --------------------- \| --------------------- \| \| 1.º \| Kasper Asgreen \| Deceuninck-Quick Step \| 4 h 47 min 18 s \| \| \| 2.º \| Giacomo Nizzolo \| NTT Pro Cycling \| + 3 s \| \| \| 3.º \| Alexander Kristoff \| UAE Team Emirates \| + 3 s \| \| \| 4.º \| Fabio Jakobsen \| Deceuninck-Quick Step \| + 3 s \| \| \| 5.º \| Jasper Stuyven \| Trek-Segafredo \| + 3 s \| \| \| 6.º \| Hugo Hofstetter \| Israel Start-Up Nation \| + 3 s \| \| \| 7.º \| Sonny Colbrelli \| Bahrain McLaren \| + 3 s \| \| \| 8.º \| Benjamin Swift \| Team Ineos \| + 3 s \| \| \| 9.º \| Dries Van Gestel \| Total Direct Énergie \| + 3 s \| \| \| 10.º \| Jürgen Roelandts \| Movistar Team \| + 3 s \| \| |                    |                        |                 |
| |                    |                        |                 |
| Fuente: ProCyclingStats |                    |                        |                 |
| Clasificación general |                    |                        |                 |
| Ciclista | Ciclista           | Equipo                 | Tiempo          |
| 1.º | Kasper Asgreen     | Deceuninck-Quick Step  | 4 h 47 min 18 s |
| 2.º | Giacomo Nizzolo    | NTT Pro Cycling        | + 3 s           |
| 3.º | Alexander Kristoff | UAE Team Emirates      | + 3 s           |
| 4.º | Fabio Jakobsen     | Deceuninck-Quick Step  | + 3 s           |
| 5.º | Jasper Stuyven     | Trek-Segafredo         | + 3 s           |
| 6.º | Hugo Hofstetter    | Israel Start-Up Nation | + 3 s           |
| 7.º | Sonny Colbrelli    | Bahrain McLaren        | + 3 s           |
| 8.º | Benjamin Swift     | Team Ineos             | + 3 s           |
| 9.º | Dries Van Gestel   | Total Direct Énergie   | + 3 s           |
| 10.º | Jürgen Roelandts   | Movistar Team          | + 3 s           |

## UCI World Ranking
La Kuurne-Bruselas-Kuurne otorgó puntos para el UCI World Ranking para corredores de los equipos en las categorías UCI WorldTeam, UCI ProTeam y Continental. Las siguientes tablas son el baremo de puntuación y los 10 corredores que obtuvieron más puntos:
| Posición              | 1.º | 2.º | 3.º | 4.º | 5.º | 6.º | 7.º | 8.º | 9.º | 10.º | 11.º | 12.º | 13.º | 14.º | 15.º | 16.º-29.º | 31.º-40.º |
| Clasificación general | 200 | 150 | 125 | 100 | 85  | 70  | 60  | 50  | 40  | 35   | 30   | 25   | 20   | 15   | 10   | 5         | 3         |

| Clasificación |                    |                        |         |
| Posición      | Ciclista           | Equipo                 | General |
| ------------- | ------------------ | ---------------------- | ------- |
| 1.º           | Kasper Asgreen     | Deceuninck-Quick Step  | 200     |
| 2.º           | Giacomo Nizzolo    | NTT                    | 150     |
| 3.º           | Alexander Kristoff | UAE Emirates           | 125     |
| 4.º           | Fabio Jakobsen     | Deceuninck-Quick Step  | 100     |
| 5.º           | Jasper Stuyven     | Trek-Segafredo         | 85      |
| 6.º           | Hugo Hofstetter    | Israel Start-Up Nation | 70      |
| 7.º           | Sonny Colbrelli    | Bahrain McLaren        | 60      |
| 8.º           | Benjamin Swift     | INEOS                  | 50      |
| 9.º           | Dries Van Gestel   | Total Direct Énergie   | 40      |
| 10.º          | Jürgen Roelandts   | Movistar               | 35      |